# Temporada 1987-88 de Los Angeles Lakers

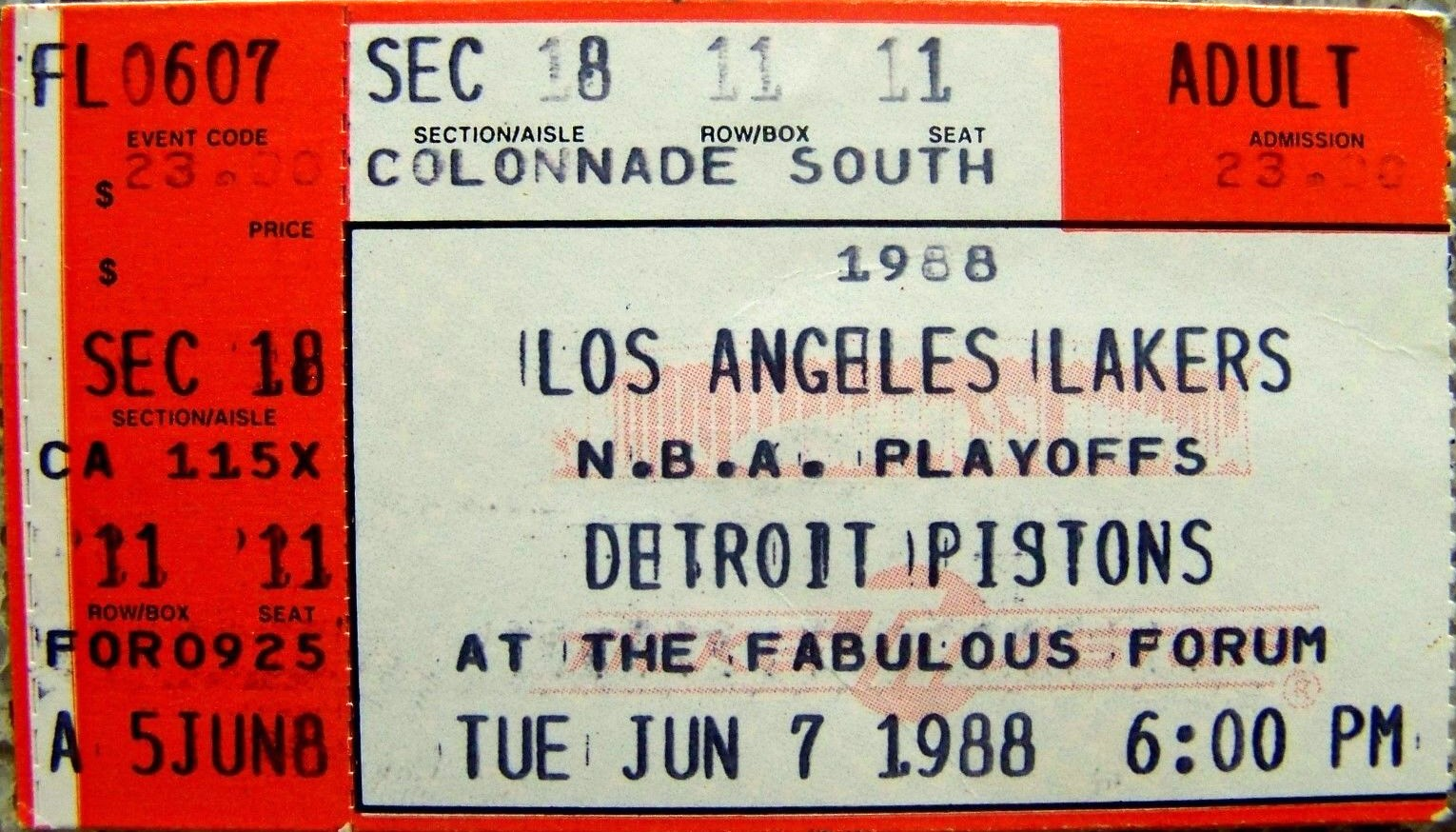
Una entrada para el primer partido de las Finales de la NBA de 1988 entre los Detroit Pistons y Los Angeles Lakers en el Forum el 7 de junio de 1988. Los Pistons derrotaron a los Lakers 105-93, pero los Lakers finalmente ganaron la serie 4-3.

La temporada 1987-88 fue la cuadragésima de los Lakers en la NBA, y la vigésimo octava en su ubicación en Los Ángeles, California. La temporada regular acabaron con 62 victorias y 20 derrotas, ocupando el primer puesto de la Conferencia Oeste, clasificándose para los playoffs en los que se proclamaron campeones al derrotar en las finales a los Detroit Pistons, logrando su undécimo título de la NBA, el sexto en Los Angeles y segundo consecutivo.

## Elecciones en elDraft
Los Lakers no dispusieron de elecciones en las dos primeras rondas, y entre los jugadores seleccionados en rondas sucesivas, ninguno llegó a disputar ni un solo partido en la NBA.

## Temporada regular
| División Pacífico        | División Pacífico | División Pacífico | División Pacífico | División Pacífico | División Pacífico | División Pacífico | División Pacífico | División Pacífico |
| Equipo                   | G                 | P                 | %                 | PD                | Casa              | Fuera             | Div               |                   |
| ------------------------ | ----------------- | ----------------- | ----------------- | ----------------- | ----------------- | ----------------- | ----------------- | ----------------- |
| y-Los Angeles Lakers     | 62                | 20                | .756              | –                 | 36–5              | 26–15             | 23–7              |                   |
| x-Portland Trail Blazers | 53                | 29                | .646              | 9                 | 33–8              | 20–21             | 23–7              |                   |
| x-Seattle SuperSonics    | 44                | 38                | .537              | 18                | 32–9              | 12–29             | 19–11             |                   |
| Phoenix Suns             | 28                | 54                | .341              | 34                | 22–19             | 6–35              | 11–19             |                   |
| Golden State Warriors    | 20                | 62                | .244              | 42                | 16–25             | 4–37              | 7–23              |                   |
| Los Angeles Clippers     | 17                | 65                | .207              | 45                | 14–27             | 3–38              | 7–23              |                   |

## Playoffs

### Primera ronda
Los Angeles Lakers  vs. San Antonio Spurs 
| Fecha       | Partido                                       | Ciudad      |
| ----------- | --------------------------------------------- | ----------- |
| 29 de abril | Los Angeles Lakers 122, San Antonio Spurs 110 | Los Angeles |
| 1 de mayo   | Los Angeles Lakers 130, San Antonio Spurs 112 | Los Angeles |
| 3 de mayo   | San Antonio Spurs 107, Los Angeles Lakers 109 | San Antonio |
|             | Los Angeles Lakers gana las series 3-0        |             |

### Semifinales de Conferencia
Los Angeles Lakers vs. Utah Jazz 
| Fecha      | Partido                                | Ciudad         |
| ---------- | -------------------------------------- | -------------- |
| 8 de mayo  | Los Angeles Lakers 110, Utah Jazz 91   | Los Angeles    |
| 10 de mayo | Los Angeles Lakers 97, Utah Jazz 101   | Los Angeles    |
| 13 de mayo | Utah Jazz 96, Los Angeles Lakers 89    | Salt Lake City |
| 15 de mayo | Utah Jazz 100, Los Angeles Lakers 113  | Salt Lake City |
| 17 de mayo | Los Angeles Lakers 111, Utah Jazz 109  | Los Angeles    |
| 19 de mayo | Utah Jazz 108, Los Angeles Lakers 80   | Salt Lake City |
| 21 de mayo | Los Angeles Lakers 109, Utah Jazz 98   | Los Angeles    |
|            | Los Angeles Lakers gana las series 4-3 |                |

### Finales de Conferencia
Los Angeles Lakers vs. Dallas Mavericks 
| Fecha      | Partido                                      | Ciudad      |
| ---------- | -------------------------------------------- | ----------- |
| 23 de mayo | Los Angeles Lakers 113, Dallas Mavericks 98  | Los Angeles |
| 25 de mayo | Los Angeles Lakers 123, Dallas Mavericks 101 | Los Angeles |
| 27 de mayo | Dallas Mavericks 106, Los Angeles Lakers 94  | Dallas      |
| 29 de mayo | Dallas Mavericks 118, Los Angeles Lakers 104 | Dallas      |
| 31 de mayo | Los Angeles Lakers 119, Dallas Mavericks 102 | Los Angeles |
| 2 de junio | Dallas Mavericks 105, Los Angeles Lakers 103 | Dallas      |
| 4 de junio | Los Angeles Lakers 117, Dallas Mavericks 102 | Los Angeles |
|            | Los Angeles Lakers gana las series 4-3       |             |

### Finales de la NBA
Los Angeles Lakers vs. Detroit Pistons
| Fecha       | Partido                                     | Ciudad      |
| ----------- | ------------------------------------------- | ----------- |
| 7 de junio  | Los Angeles Lakers 93, Detroit Pistons 105  | Los Angeles |
| 9 de junio  | Los Angeles Lakers 108, Detroit Pistons 96  | Los Angeles |
| 12 de junio | Detroit Pistons 86, Los Angeles Lakers 99   | Detroit     |
| 14 de junio | Detroit Pistons 111, Los Angeles Lakers 86  | Detroit     |
| 16 de junio | Detroit Pistons 104, Los Angeles Lakers 94  | Detroit     |
| 19 de junio | Los Angeles Lakers 103, Detroit Pistons 102 | Los Angeles |
| 21 de junio | Los Angeles Lakers 108, Detroit Pistons 105 | Los Angeles |
|             | Los Angeles Lakers gana las finales 4-3     |             |

## Estadísticas
| Rk | Jugador             | Edad | P  | PT | MP   | TC  | TCI  | %TC  | T3  | T3I | %T3  | TL  | TLI | %TL   | RO  | RD  | RT  | AS   | RB  | TAP | BP  | FP  | PTS  |
| -- | ------------------- | ---- | -- | -- | ---- | --- | ---- | ---- | --- | --- | ---- | --- | --- | ----- | --- | --- | --- | ---- | --- | --- | --- | --- | ---- |
| 1  | Byron Scott         | 26   | 81 | 81 | 37.6 | 8.8 | 16.6 | .527 | 0.8 | 2.2 | .346 | 3.4 | 3.9 | .858  | 0.9 | 3.2 | 4.1 | 4.1  | 1.9 | 0.3 | 2.0 | 2.5 | 21.7 |
| 2  | Magic Johnson       | 28   | 72 | 70 | 36.6 | 6.8 | 13.8 | .492 | 0.2 | 0.8 | .196 | 5.8 | 6.8 | .853  | 1.2 | 5.0 | 6.2 | 11.9 | 1.6 | 0.2 | 3.7 | 2.0 | 19.6 |
| 3  | James Worthy        | 26   | 75 | 72 | 35.4 | 8.2 | 15.5 | .531 | 0.0 | 0.2 | .125 | 3.2 | 4.1 | .796  | 1.7 | 3.3 | 5.0 | 3.9  | 1.0 | 0.7 | 2.1 | 2.3 | 19.7 |
| 4  | A.C. Green          | 24   | 82 | 64 | 32.1 | 3.9 | 7.8  | .503 | 0.0 | 0.0 | .000 | 3.6 | 4.6 | .773  | 3.0 | 5.7 | 8.7 | 1.1  | 1.1 | 0.5 | 1.5 | 2.5 | 11.4 |
| 5  | Michael Cooper      | 31   | 61 | 8  | 29.4 | 3.1 | 7.9  | .392 | 0.9 | 2.9 | .320 | 1.6 | 1.9 | .858  | 0.8 | 2.9 | 3.7 | 4.7  | 1.1 | 0.4 | 1.7 | 2.2 | 8.7  |
| 6  | Kareem Abdul-Jabbar | 40   | 80 | 80 | 28.9 | 6.0 | 11.3 | .532 | 0.0 | 0.0 | .000 | 2.6 | 3.4 | .762  | 1.5 | 4.5 | 6.0 | 1.7  | 0.6 | 1.2 | 2.0 | 2.7 | 14.6 |
| 7  | Mychal Thompson     | 33   | 80 | 0  | 25.1 | 4.6 | 9.0  | .512 | 0.0 | 0.0 | .000 | 2.3 | 3.7 | .634  | 2.5 | 3.6 | 6.1 | 0.8  | 0.5 | 1.0 | 1.4 | 3.1 | 11.6 |
| 8  | Tony Campbell       | 25   | 13 | 1  | 18.6 | 4.4 | 7.8  | .564 | 0.1 | 0.2 | .333 | 2.2 | 3.0 | .718  | 0.6 | 1.5 | 2.1 | 1.2  | 0.8 | 0.2 | 2.0 | 3.2 | 11.0 |
| 9  | Wes Matthews        | 28   | 51 | 8  | 13.8 | 2.2 | 4.9  | .460 | 0.1 | 0.6 | .233 | 1.1 | 1.3 | .831  | 0.3 | 1.0 | 1.3 | 2.7  | 0.5 | 0.1 | 1.4 | 1.3 | 5.7  |
| 10 | Kurt Rambis         | 29   | 70 | 20 | 12.1 | 1.5 | 2.7  | .548 | 0.0 | 0.0 |      | 1.0 | 1.3 | .785  | 1.5 | 2.4 | 3.8 | 0.8  | 0.6 | 0.2 | 0.8 | 1.5 | 4.0  |
| 11 | Milt Wagner         | 24   | 40 | 4  | 9.5  | 1.6 | 3.7  | .422 | 0.1 | 0.3 | .200 | 0.7 | 0.7 | .897  | 0.1 | 0.6 | 0.7 | 1.5  | 0.2 | 0.1 | 0.6 | 1.1 | 3.8  |
| 12 | Mike Smrek          | 25   | 48 | 2  | 8.8  | 0.9 | 2.1  | .427 | 0.0 | 0.0 |      | 0.9 | 1.4 | .667  | 0.6 | 1.2 | 1.8 | 0.2  | 0.1 | 0.9 | 0.6 | 2.2 | 2.8  |
| 13 | Ray Tolbert         | 29   | 14 | 0  | 5.9  | 1.1 | 2.0  | .571 | 0.0 | 0.0 |      | 0.7 | 0.9 | .769  | 0.6 | 0.8 | 1.4 | 0.4  | 0.2 | 0.2 | 0.8 | 1.0 | 3.0  |
| 14 | Billy Thompson      | 24   | 9  | 0  | 4.2  | 0.3 | 1.4  | .231 | 0.0 | 0.0 |      | 0.9 | 1.1 | .800  | 0.2 | 0.8 | 1.0 | 0.1  | 0.1 | 0.0 | 0.7 | 1.2 | 1.6  |
| 15 | Jeff Lamp           | 28   | 3  | 0  | 2.3  | 0.0 | 0.0  |      | 0.0 | 0.0 |      | 0.7 | 0.7 | 1.000 | 0.0 | 0.0 | 0.0 | 0.0  | 0.0 | 0.0 | 0.0 | 0.3 | 0.7  |

## Galardones y récords
| Jugador             | Galardón                              |
| Magic Johnson       | Mejor quinteto de la NBA All-Star     |
| James Worthy        | MVP de las Finales de la NBA All-Star |
| Michael Cooper      | Mejor quinteto defensivo de la NBA    |
| Kareem Abdul-Jabbar | All-Star                              |